# Jeshanah
Jeshanah fue una antigua ciudad bíblica. Fue una de las tres ciudades, junto con Betel y  Efraín, que fueron capturadas por Abías del Reino de Judá durante su guerra con Jeroboam del Reino de Israel (Chronicles|13:19). Charles Simon Clermont-Ganneau identificó Ein Siniya con la Jeshanah bíblica y la Isana de Josefo, pero los estudiosos modernos cuestionan su ubicación.